# Kylmontör

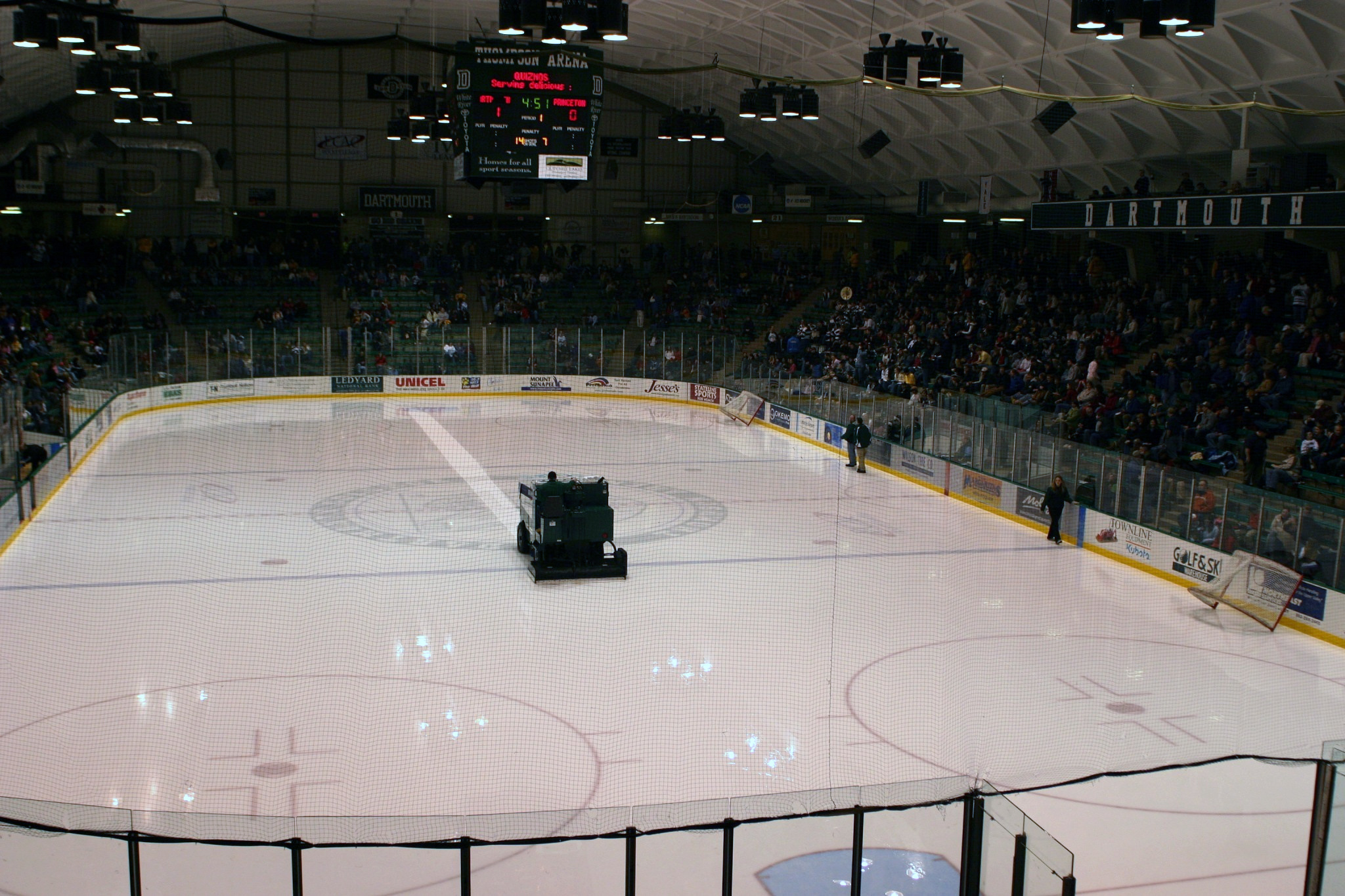
Isrinkar är beroende av kylsystem.

Kylmontör är en fackman som arbetar med installation, underhåll och reparation av kylanläggningar. Sådana anläggningar behövs bland annat för att skapa ett nöjaktigt inomhusklimat, kyla livsmedel och skapa konstis. 
För att bli kylmontör kan man i Sverige först gå den treåriga gymnasieutbildningen VVS- och fastighetsprogrammet (tidigare Energiprogrammet) med inriktning VVS. Efter cirka två år som lärling kan man avlägga ett branschprov för att bli branschcertifierad VVS-montör. 